# Ghế văn phòng

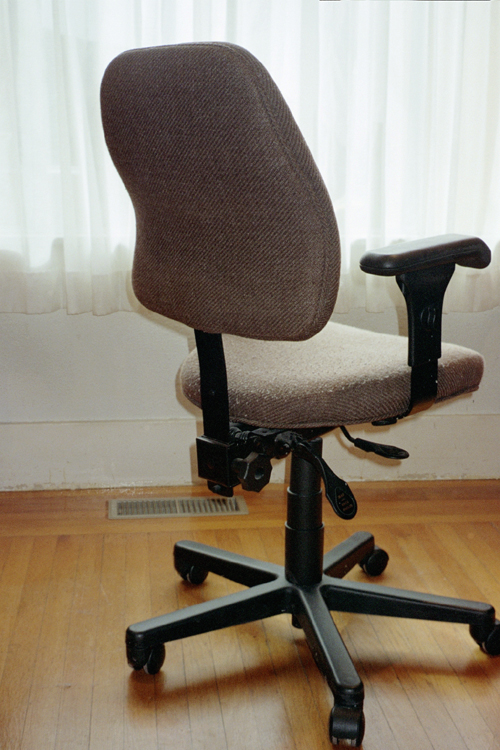
Ghế văn phòng có khả năng xoay và điều chỉnh độ cao, góc độ tựa lưng phù hợp với nhu cầu sử dụng của người dùng.

Ghế văn phòng, hay còn gọi là ghế làm việc, là loại ghế được thiết kế riêng để sử dụng tại bàn làm việc trong văn phòng. Nhu cầu sử dụng ghế văn phòng xuất hiện vào khoảng giữa thế kỷ 19 khi ngày càng nhiều công nhân làm việc tại bàn. Do đó, nhu cầu về loại ghế chuyên dụng cho công việc này cũng ngày càng cao. Kết quả là những chiếc ghế văn phòng đầu tiên đã được ra đời với những tính năng như khả năng xoay, điều chỉnh độ cao và có bánh xe để di chuyển dễ dàng.
Ghế bánh xe di chuyển tốt trên sàn cứng hoặc thảm chuyên dụng. Bánh xe có thể làm hỏng sàn gỗ nếu không có thảm lót. Ghế xoay giúp nhân viên di chuyển linh hoạt trong không gian nhỏ.

## Lịch sử
Năm 1505, một quý tộc ở Nuremberg tên là Martin Löffelholz von Kolberg đã vẽ ý tưởng về chiếc ghế xoay có bánh xe. Ông ghi chép lại trong cuốn sách về các phát minh của mình, gọi là Codex Löffelholz, ở trang 10r. Về sau, nhà tự nhiên học Charles Darwin cũng gắn bánh xe vào ghế làm việc của mình để di chuyển nhanh hơn tới các mẫu vật nghiên cứu.
Vào giữa thế kỷ 19, ngành vận tải đường sắt ra đời, đã thúc đẩy các doanh nghiệp mở rộng quy mô, thoát khỏi mô hình kinh doanh gia đình truyền thống vốn ít chú trọng khâu quản trị. Nhu cầu về đội ngũ nhân viên hành chính lớn mạnh xuất hiện để đáp ứng việc xử lý công việc liên quan đến đơn hàng, sổ sách kế toán và thư từ. Nhận thức về môi trường làm việc, công nghệ và thiết bị cũng được chú trọng nhằm nâng cao năng suất. Nhu cầu này dẫn đến sự ra đời của ghế văn phòng. Năm 1849, nhà phát minh người Mỹ Thomas E. Warren đã thiết kế ghế bành lò xo hướng tâm. Chiếc ghế này do công ty American Chair Company ở Troy, New York sản xuất, và được trình làng lần đầu tiên vào năm 1851 tại Triển lãm Lớn (Great Exhibition) ở Luân Đôn. Mãi đến khoảng năm 1850, một nhóm kỹ sư ở Hoa Kỳ mới bắt đầu nghiên cứu cách thức cải thiện sức khỏe và thư giãn bằng việc sử dụng ghế, tập trung vào tư thế và chuyển động của người ngồi.

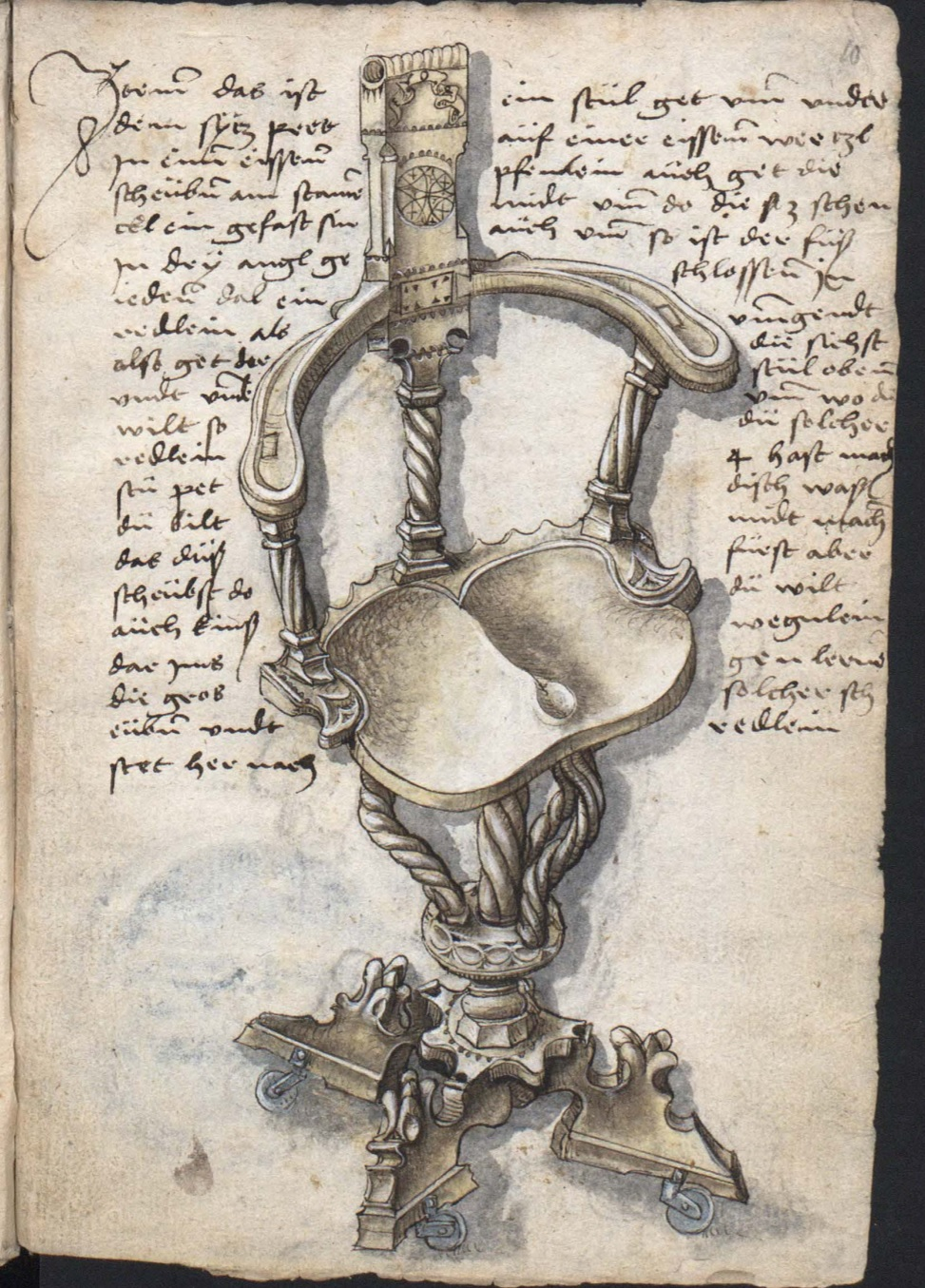
Ý tưởng về một chiếc ghế xoay có bánh xe được minh họa trong bộ sách Löffelholz (từ Nuremberg, Đức, năm 1505).
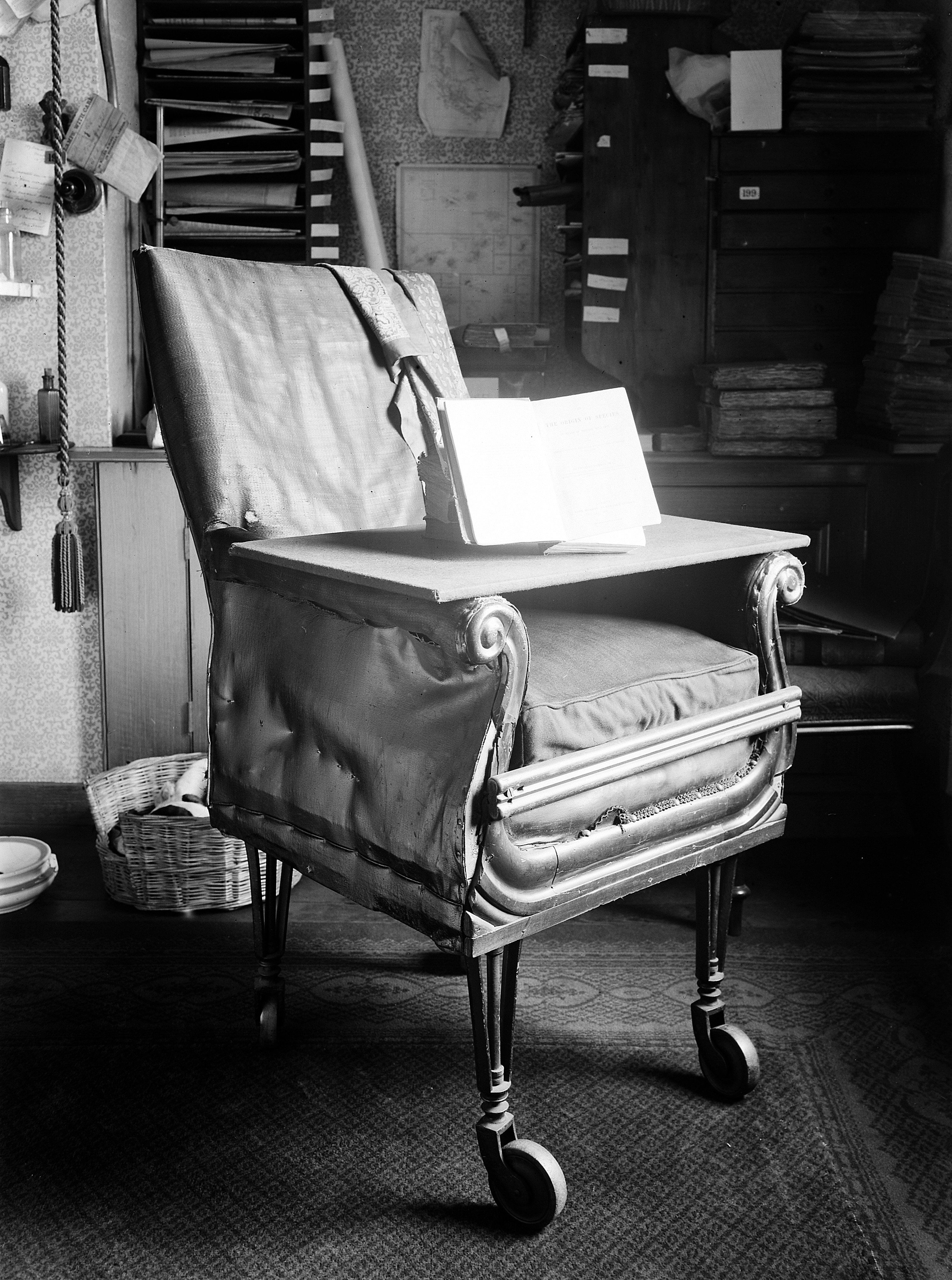
Ghế của Charles Darwin ở Down House.
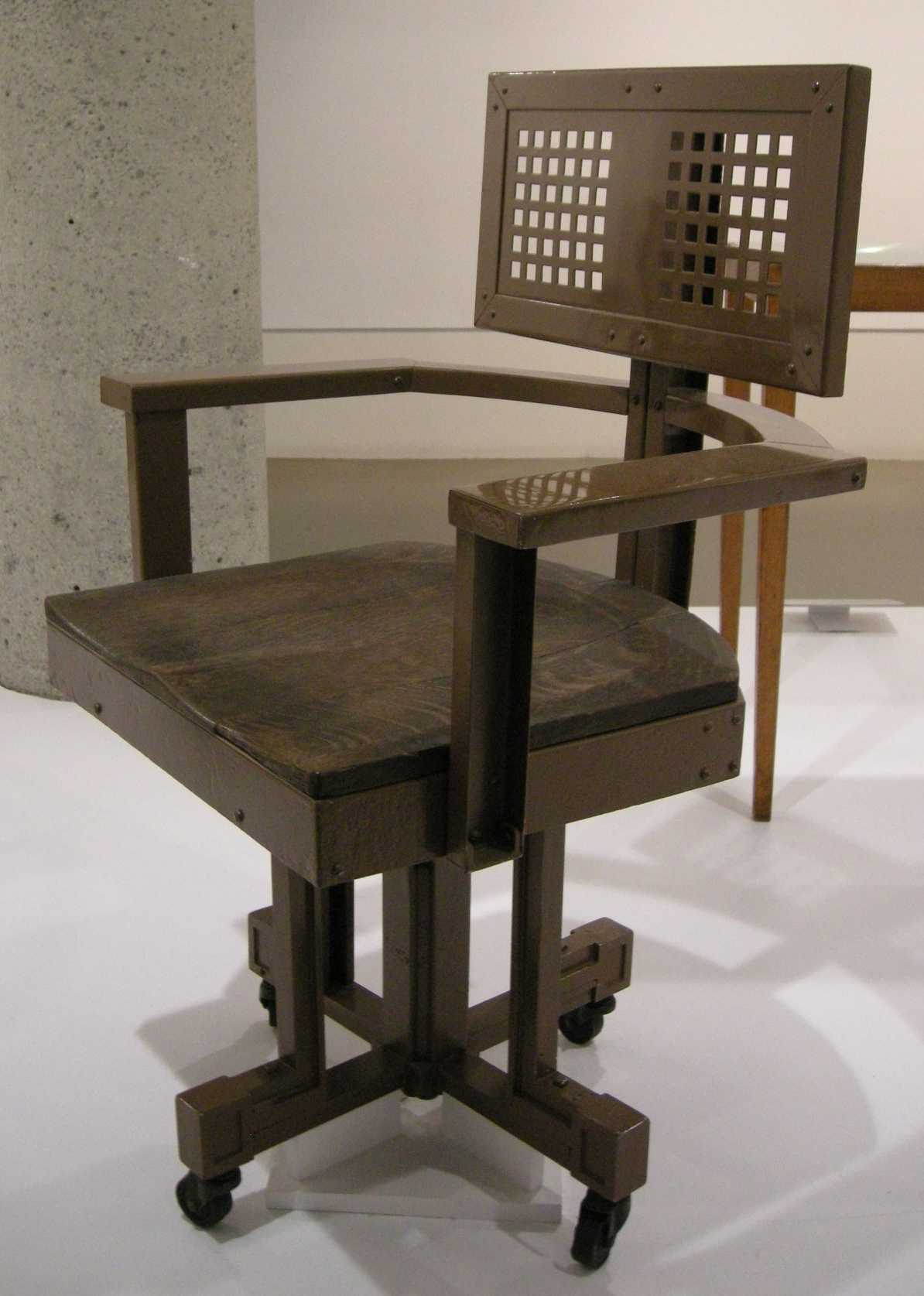
Ghế văn phòng Larkin do kiến trúc sư Frank Lloyd Wright thiết kế cho công ty Larkin Soap vào năm 1904-1906,.
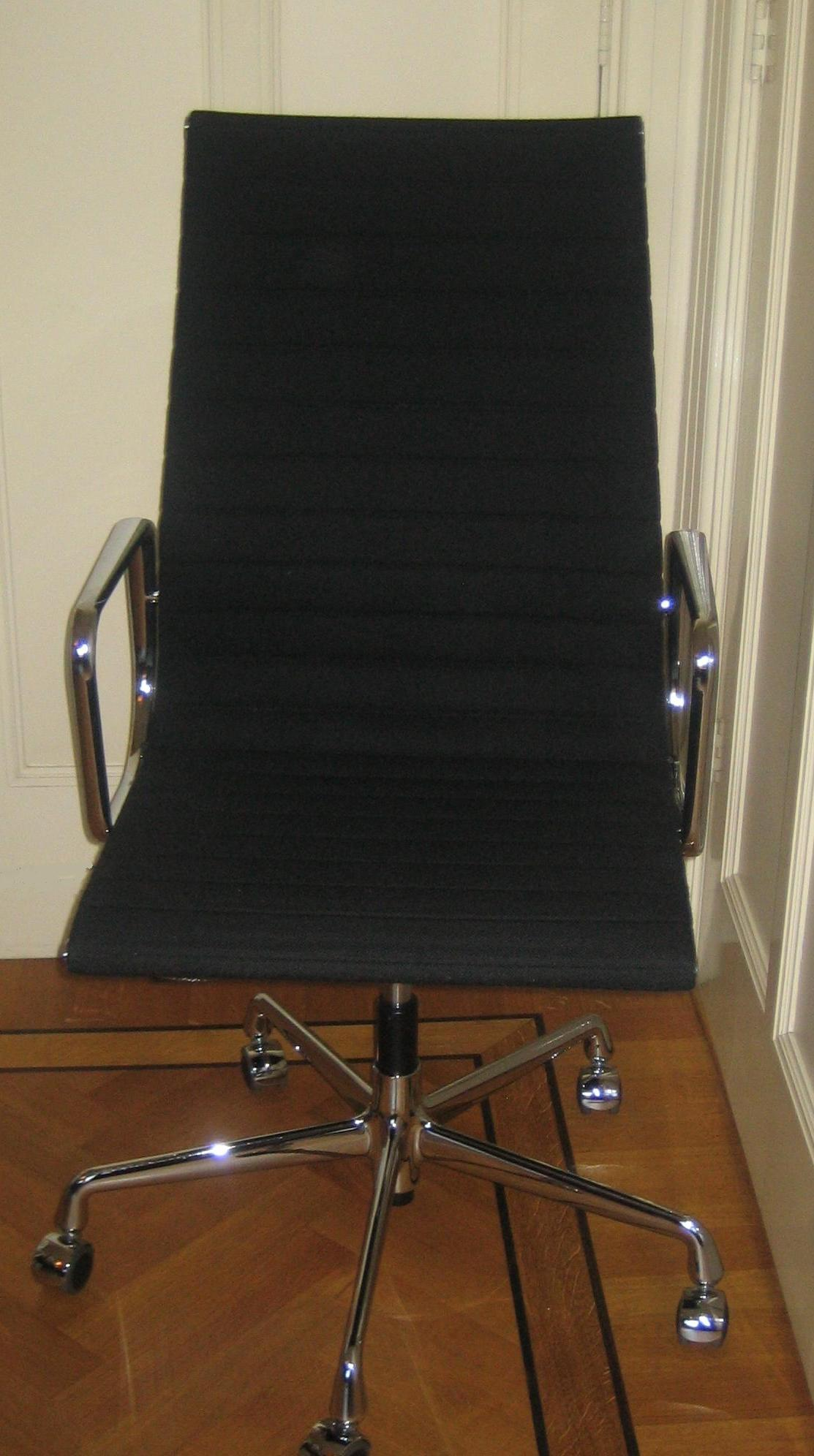
Ghế EA 119 Hopsak do Charles Eames thiết kế vào năm 1958

## Các loại
Ghế văn phòng hiện nay có nhiều loại, mỗi loại phù hợp với những nhu cầu sử dụng khác nhau. Loại "task chair" được xem là cơ bản nhất, phù hợp cho công việc đơn giản. Do cấu tạo không có phần đệm hỗ trợ thắt lưng và tựa đầu, "task chair" không thích hợp để ngồi lâu, thường chỉ tối đa vài tiếng. Tuy nhiên, bù lại, loại ghế này mang đến không gian cử động thoải mái hơn so với các dòng ghế cao cấp.
Với thiết kế ôm trọn phần lưng, ghế văn phòng lưng tựa vừa (mid-back chair) hỗ trợ cột sống hiệu quả hơn so với ghế task chair. Khi sử dụng ghế có thiết kế công thái học, người dùng có thể ngồi thoải mái trong vòng bốn tiếng hoặc hơn. Một số loại ghế lưng tựa vừa còn có tính linh hoạt, cho phép người dùng tùy chỉnh thêm phần tựa đầu nếu cần thiết. 
Với thiết kế ôm sát phần lưng và đầu, ghế văn phòng tựa lưng cao (executive hay full-back chair) giúp người dùng cảm thấy thoải mái khi ngồi làm việc trong nhiều giờ liền. Nhiều ghế thuộc dòng này có thể sử dụng liên tục tám tiếng hay thậm chí nhiều hơn.
Những người làm văn phòng có chiều cao và cân nặng trên mức trung bình sẽ cần loại ghế có kích thước rộng lớn cùng kết cấu vững chãi hơn hẳn so với các mẫu ghế thông thường.

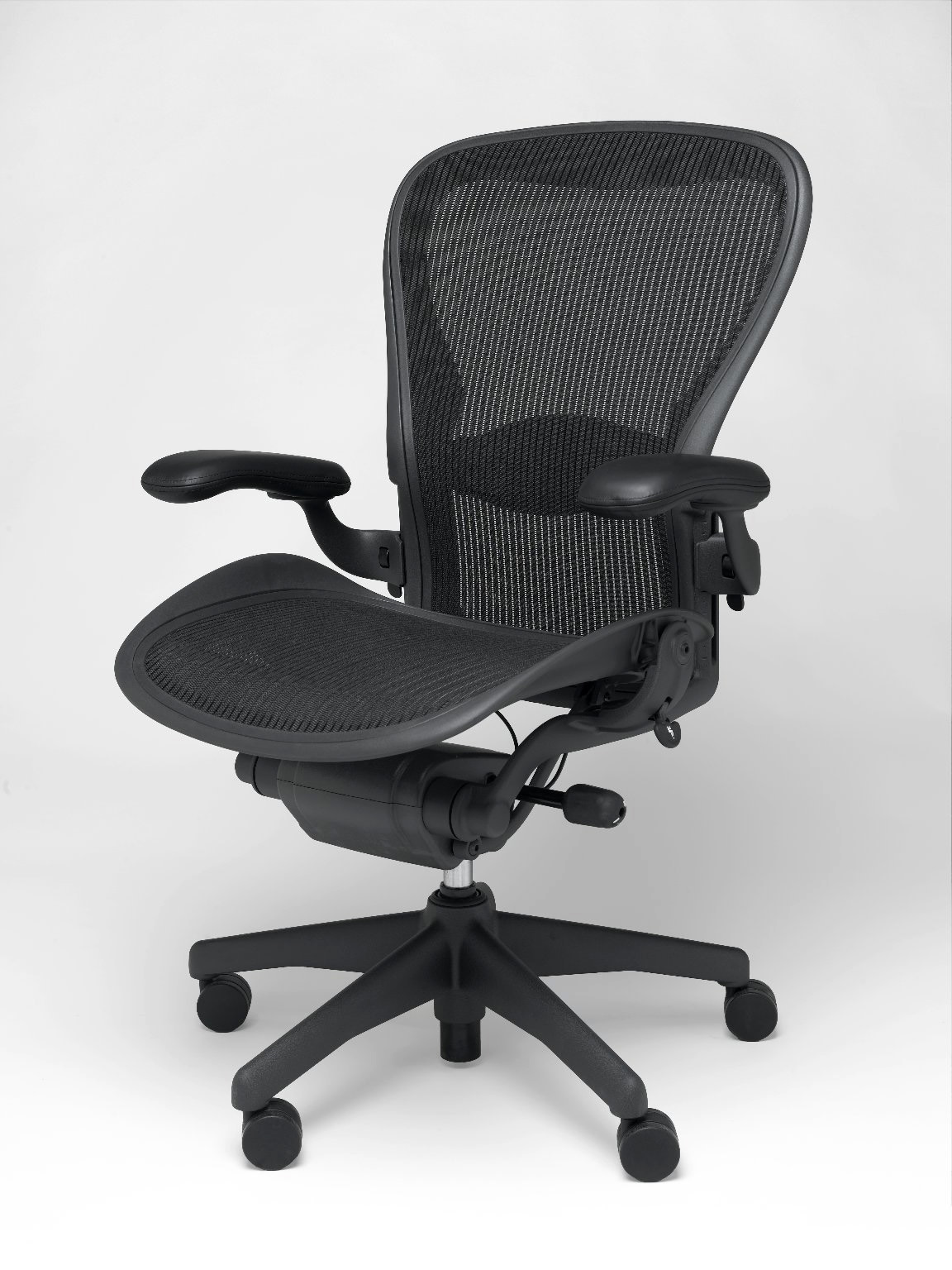
Ghế Aeron do Herman Miller sản xuất
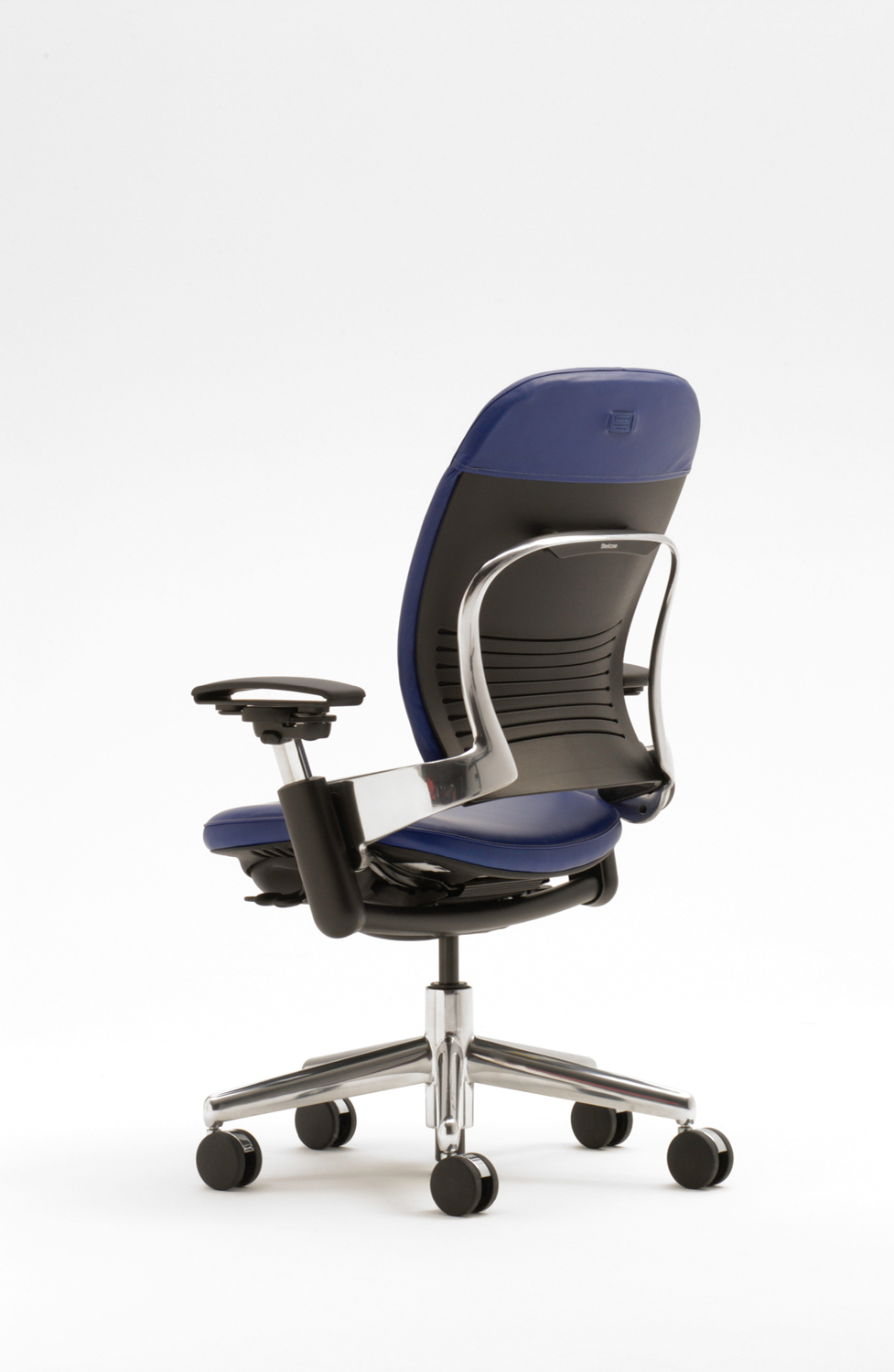
Ghế Leap do Steelcase sản xuất
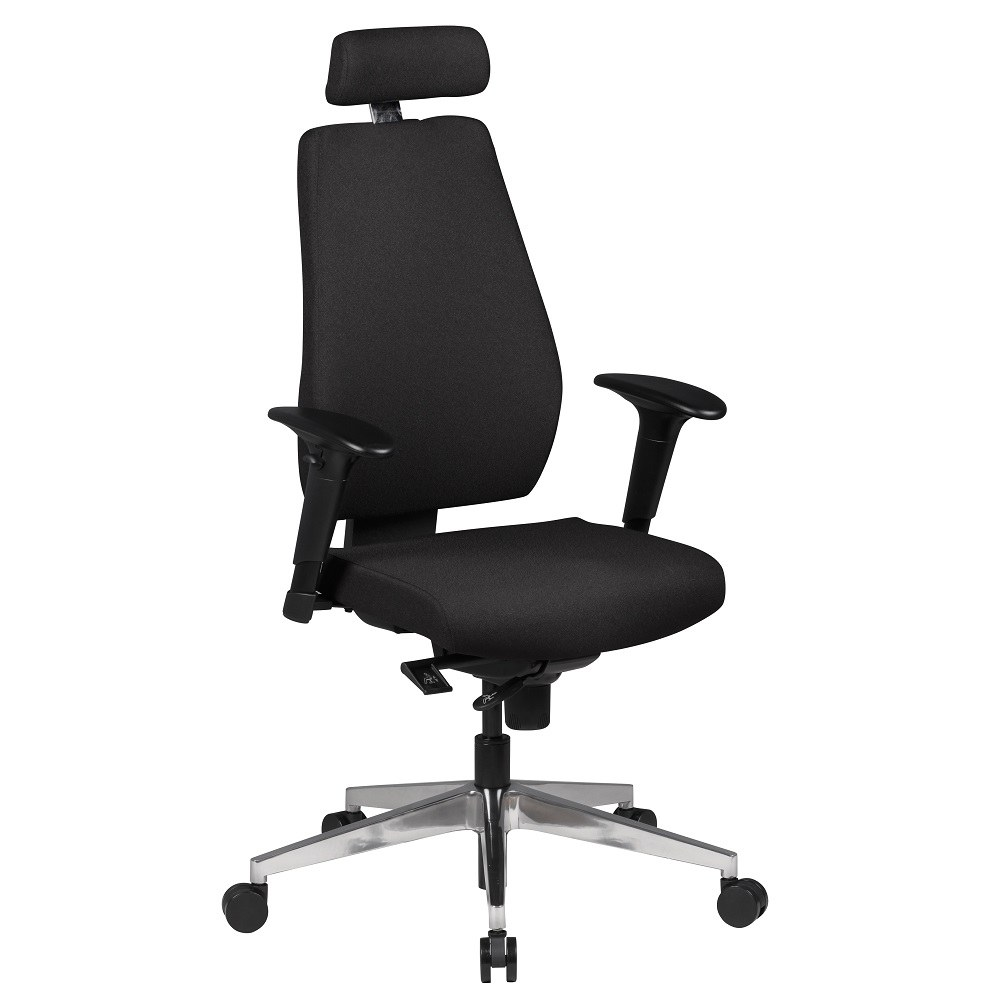
Ghế văn phòng cao cấp có phần tựa đầu.
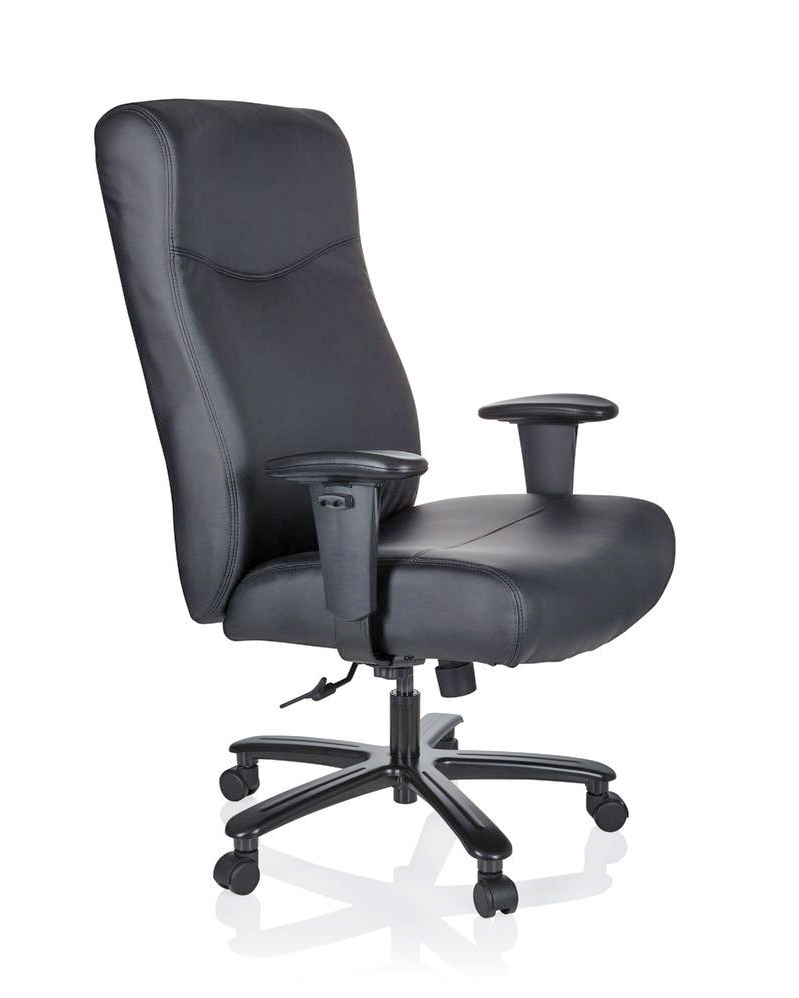
Ghế da dành cho vị trí lãnh đạo.

## Công thái học
Kể từ thập niên 1970, công thái học đã trở thành yếu tố then chốt trong việc thiết kế ghế văn phòng. Ngày nay, các loại ghế làm việc thường có chức năng điều chỉnh độ cao của ghế ngồi, tay vịn, tựa lưng và phần hỗ trợ lưng để phòng ngừa các vấn đề như chấn thương lặp đi lặp lại (RSI) và đau lưng do ngồi lâu.
Các tiêu chuẩn áp dụng cho thiết kế và kiểm tra ghế văn phòng bao gồm:
- EN 1335:2012
- EN 1728:2012
- ANSI/BIFMA X 5.1
- DIN EN 1335
- DIN 4551
- AS/NZS 4438